# Tibouchina granulosa
A quaresmeira (Tibouchina granulosa / Pleroma granulosum) é uma árvore de médio porte nativa do Brasil. Trata-se de uma espécie pioneira presente na Mata Atlântica, principalmente na floresta ombrófila densa da encosta atlântica. Devido à presença de um sistema radicular pivotante, consiste em uma planta bastante apta à prática de arborização urbana, não causando danos em calçadas e pavimentos.
Sua floração é abundante, marcante e duradoura, tendo predomínio entre os meses de janeiro e abril, normalmente coincidindo com o período da quaresma cristã. Alguns espécimes apresentam uma segunda florada, de menor intensidade, entre junho e agosto.
Embora a maioria das árvores apresentem florações compostas por pétalas com intensas tonalidades arroxeadas, existe também uma variedade denominada Kathleen, a qual produz flores rosadas.

## Ocorrência
Sua ocorrência se dá especialmente na Mata Atlântica da Bahia e do sudeste do Brasil, principalmente em matas secundárias.
Ocorre também em matas galerias do cerrado brasileiro, em áreas de florestas estacionais decíduas em São Paulo, Minas Gerais e Goiás.
Pontualmente também registram-se espécimes em matas da região sul do Brasil, sobretudo nas localidades de menores altitudes, as quais apresentam invernos mais brandos quando comparadas às áreas mais elevadas das serras.

## Etimologia
A quaresmeira foi assim denominada por normalmente florescer no período que precede a época da Quaresma e, principalmente, em decorrência da característica da maioria das árvores desta espécie de apresentar tonalidades roxas em suas flores, as quais remetem à Paixão de Cristo e às vestimentas adotadas pela Igreja Católica durante esse período do ano.

## Características
Os frutos são duros e secos em forma de taça, marrons, deiscentes, com aproximadamente 1 cm de diâmetro e sementes minúsculas,  ocorrendo de abril a maio e de outubro a novembro. Por ser originária da mata atlântica, esta espécie aprecia o clima tropical e subtropical, tolerando bem o frio, desde que ocorra de forma moderada.

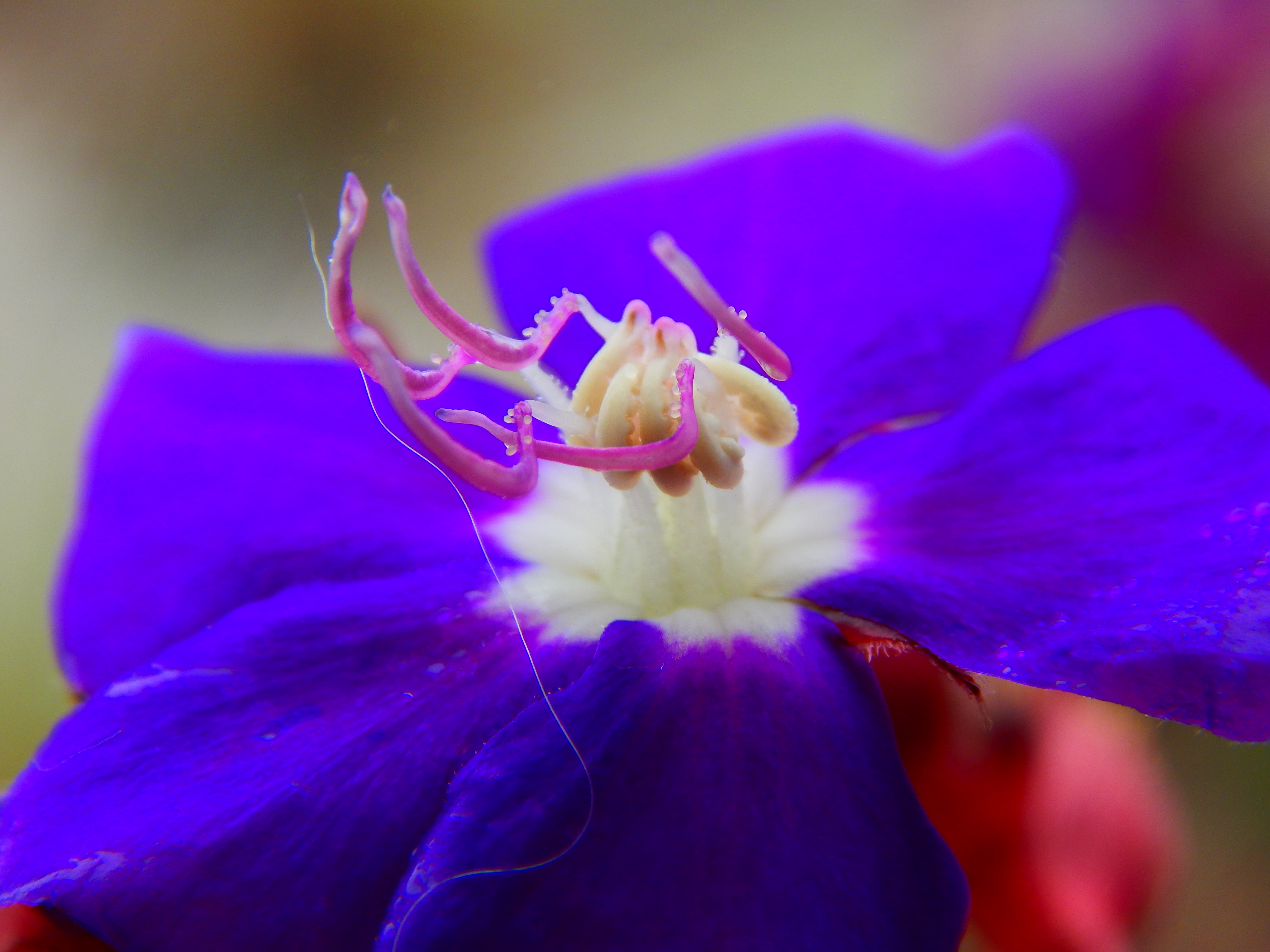
Detalhes da flor de uma quaresmeira roxa

Como seus frutos apresentam grande número de minúsculas sementes, estas são facilmente dispersadas pelo vento a grandes distâncias da árvore de origem.
Trata-se de uma árvore de porte geralmente mediano, podendo atingir de 8 a 12 metros de altura. Seu tronco pode ser simples ou múltiplo, com diâmetro variando entre 30 e 40 cm. A quaresmeira tem um período de vida de até 70 anos.
As folhas desta planta são simples, elípticas, pubescentes, coriáceas, com nervuras longitudinais paralinérvias bastante aparentes, apresentando margens inteiras. Essas folhas têm coloração verde-escura, apresentam leve brilho quando saudáveis, apresentando textura pilosa. As folhas apresentam, em geral, de cinco a sete nervuras bem demarcadas, as quais ficam significativamente destacadas quando comparadas ao verde-escuro do fundo.

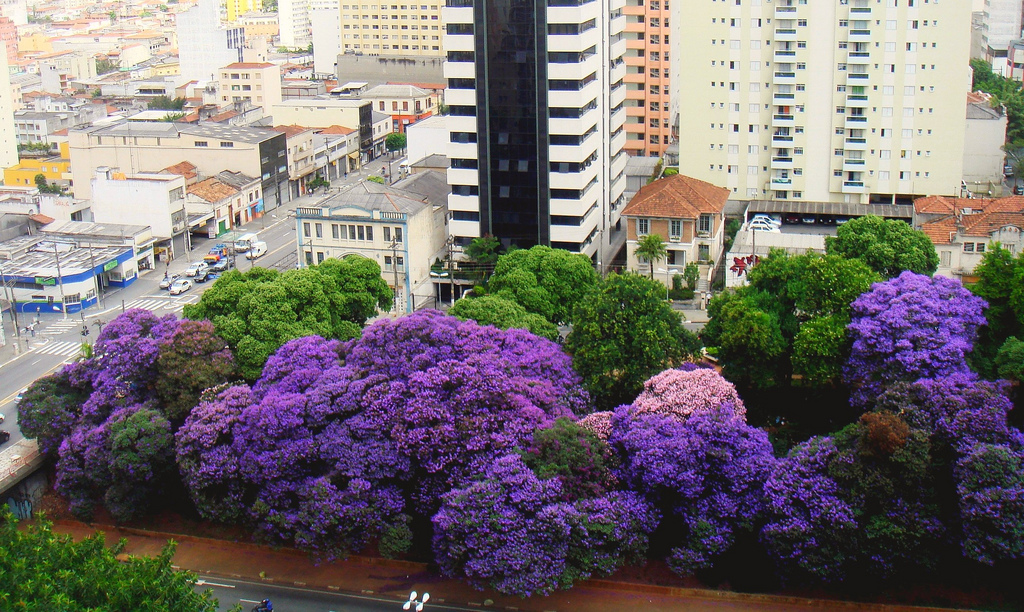
Quaresmeiras plantadas em área densamente urbanizada na cidade de São Paulo, em período de floração

A floração ocorre duas vezes por ano, de janeiro a abril e de agosto a outubro, havendo variações no período exato de ocorrência conforme o clima. Durante a fase de floração sobressaem-se abundantes flores pentâmeras, simples, com até 5 cm de diâmetro, de estames longos e corola arroxeada, embora na variedade Kathleen estas se apresentem róseas, em razão de uma mutação.

Mesmo quando não está em flor, a quaresmeira é ornamental. Sua copa é densa com cor verde-escura e formato arredondado, lhe dando um aspecto desejável à prática do paisagismo urbano. Sua folhagem pode ser perene ou semidecidual, dependendo da variação natural da espécie e do regime climático predominante no local onde a planta se encontra. 

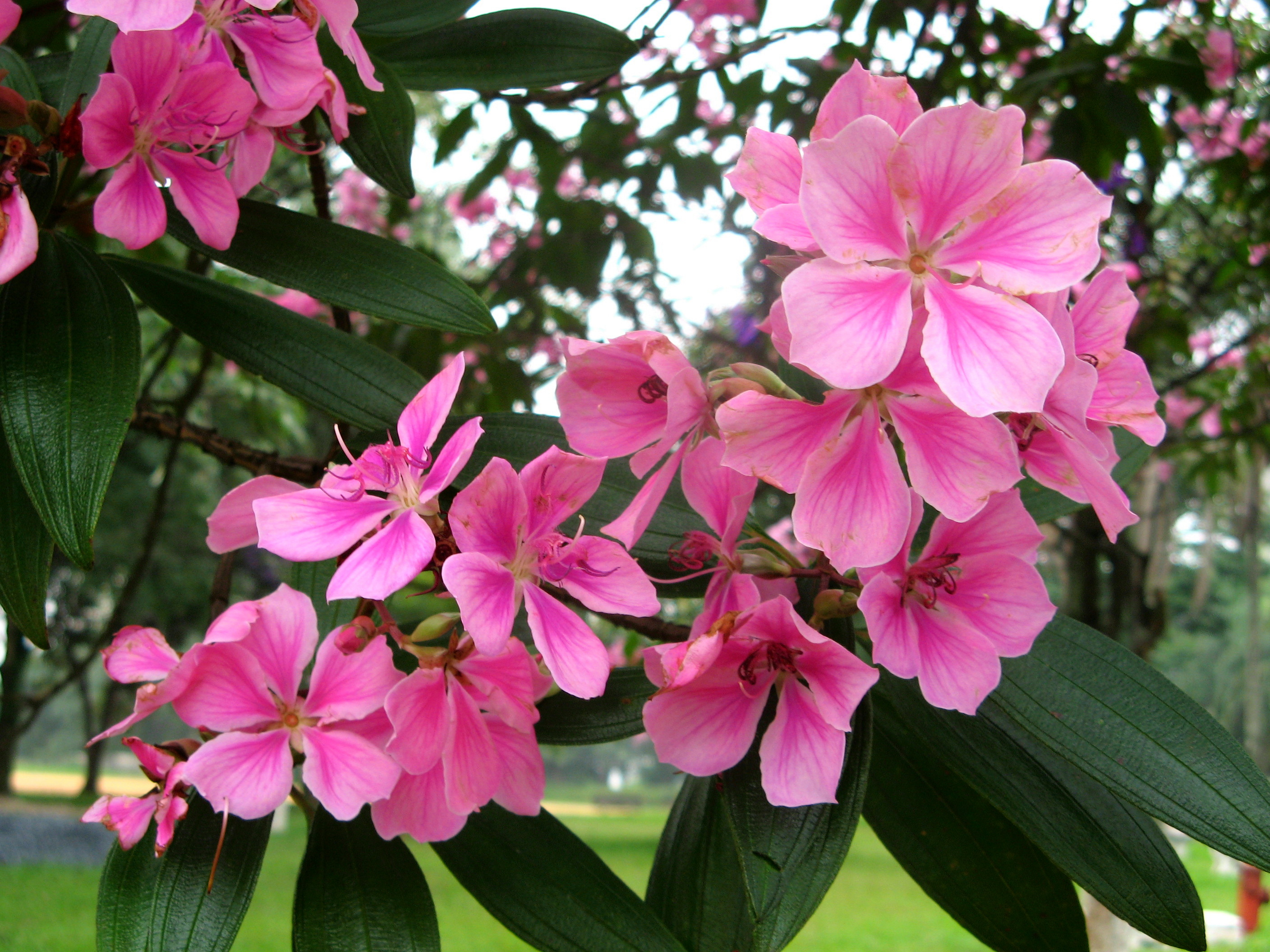
Flores de uma quaresmeira cor de rosa

Por suas qualidades, ela é uma das principais árvores utilizadas na arborização urbana no Brasil, podendo ornamentar calçadas, avenidas, praças, parques e jardins em geral. Seu único inconveniente é a relativa fragilidade dos ramos, que podem se quebrar com ventos fortes, provocando acidentes. Com podas de formação e controle, pode-se estimular seu adensamento e mantê-la com porte arbustivo.
Deve ser cultivada sob sol pleno, em solo fértil, profundo, drenável, enriquecido com matéria orgânica e irrigado regularmente no primeiro ano após o plantio ou transplante. Apesar de preferir esses cuidados, a quaresmeira é uma árvore pioneira, rústica e simples de cultivar, vegetando mesmo em solos pobres, embora reaja com grande vigor ao fornecimento de nutrientes orgânicos. Dessa forma, é uma planta bastante recomendada para o repovoamento de áreas devastadas.
Multiplica-se por sementes, as quais apresentam baixa taxa de germinação, ou por estaquia de ramos semilenhosos.
Sua madeira, apesar de ser de qualidade inferior, é indicada para a construção de vigas, caibros, obra internas, postes, esteios e moirões para lugares secos. Por ser bastante leve, a madeira da quaresmeira também costuma ser utilizada na confecção de brinquedos e caixotes.

## Papel ecológico

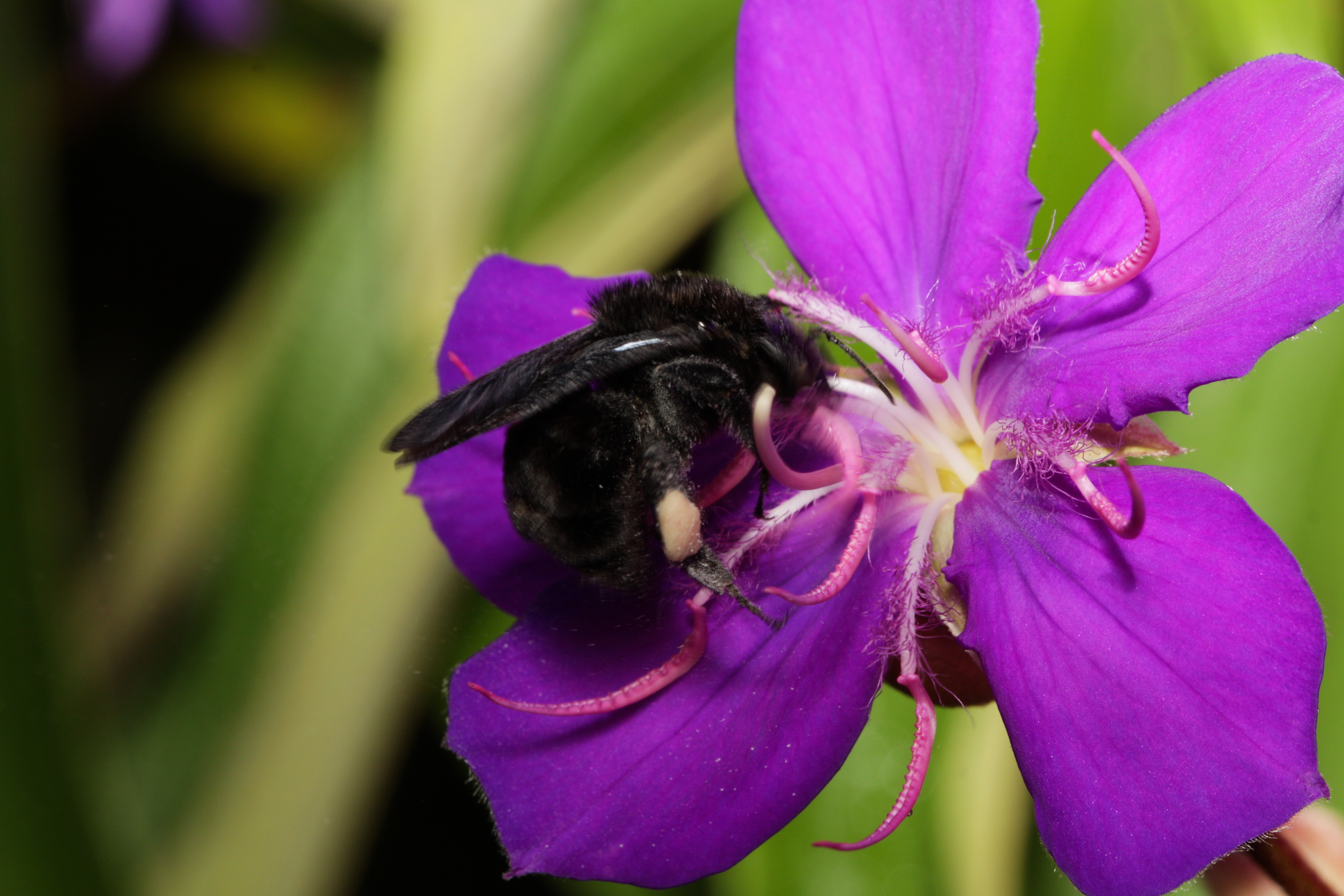
Vespa mamangava coletando o néctar da flor de uma quaresmeira

Por tratar-se de uma planta pioneira de áreas da mata atlântica, a quaresmeira apresenta papel fundamental  para a recuperação de áreas desmatadas, sendo bastante útil no reflorestamento de florestas degradadas. Devido ao seu rápido crescimento, essas árvores podem fornecer o sombreamento necessário para o desenvolvimento de outras espécies nativas, atuando como base na recuperação da flora e posteriormente servindo como suporte à recolonização da fauna local.
Dessa forma, esta espécie de árvore é frequentemente utilizada em ações de reflorestamento, sendo combinada a outras árvores nativas para compor a vegetação que dará início à recuperação de matas ciliares e de matas degradadas brasileiras, nos setores originalmente cobertos pela mata atlântica ou pelo cerrado. Devido ao seu caráter pioneiro e à capacidade de desenvolver-se em solos desestruturados e com poucos nutrientes, a Tibouchina granulosa é uma das espécies responsáveis por subsidiar o crescimento de outras plantas, contendo a erosão possibilitando a posterior brotação de sementes de outras espécies.
Suas flores são atrativas para diversos tipos de abelhas e vespas nativas da mata atlântica e do cerrado, tais como as abelhas droryana, jataí, jataí-da-terra e mirim-preguiça, além da vespa mamangava e outros insetos voadores. Borboletas de diversas espécies também apreciam o néctar contido em suas flores.

## Galeria

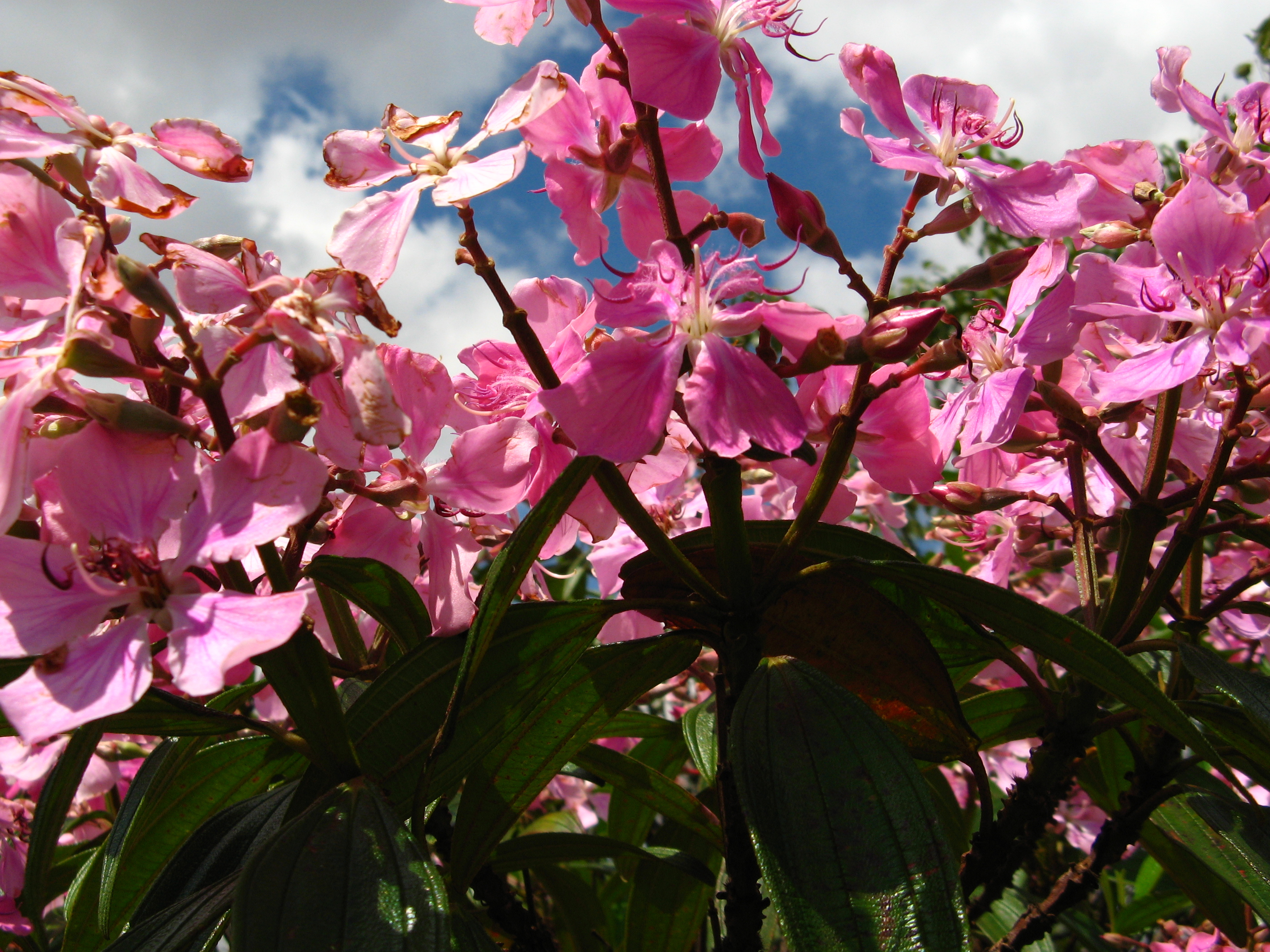
Detalhe de flores de quaresmeira rosa, botanicamente denominada de Kathleen
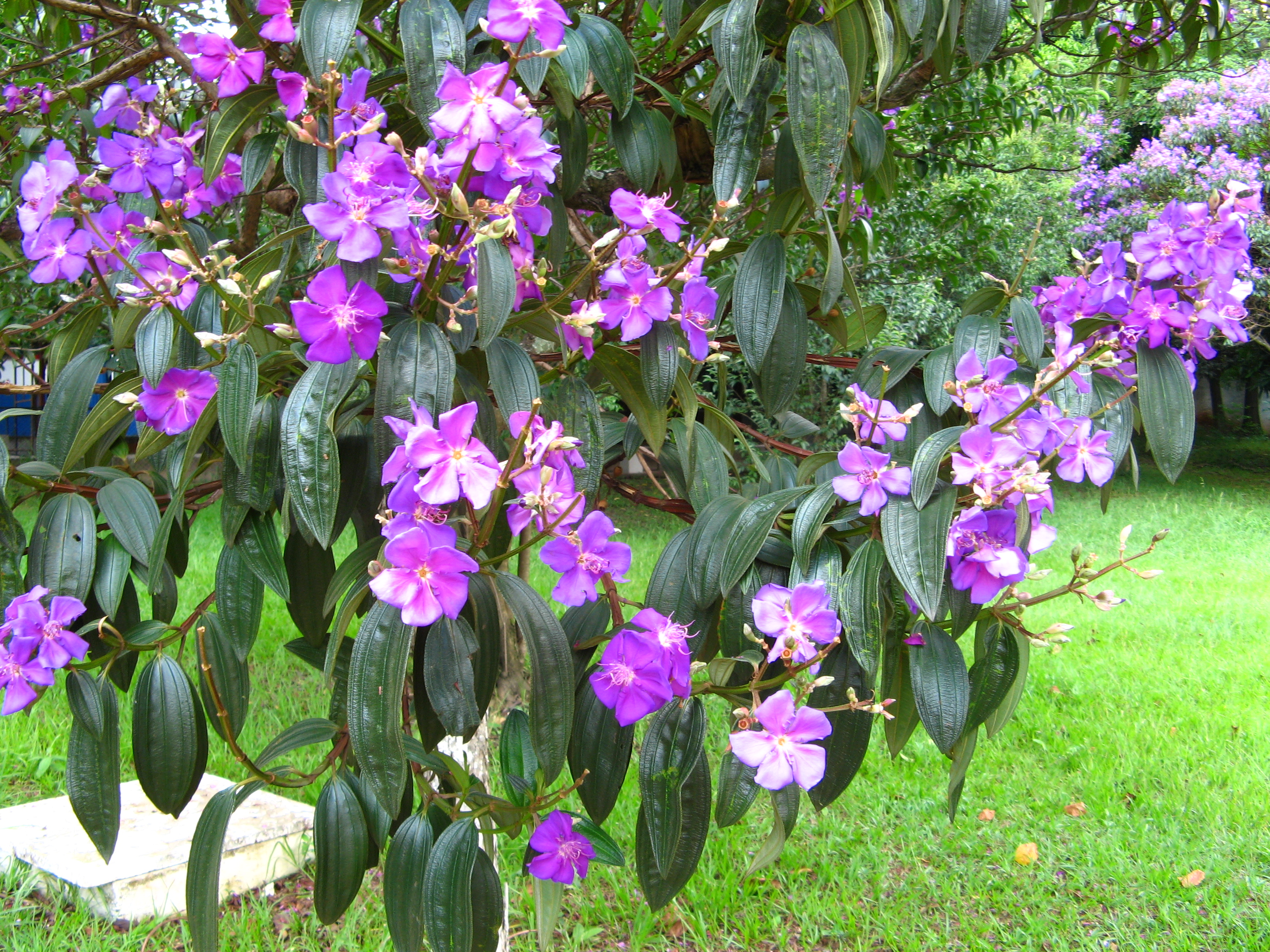
Flores de quaresmeira roxa
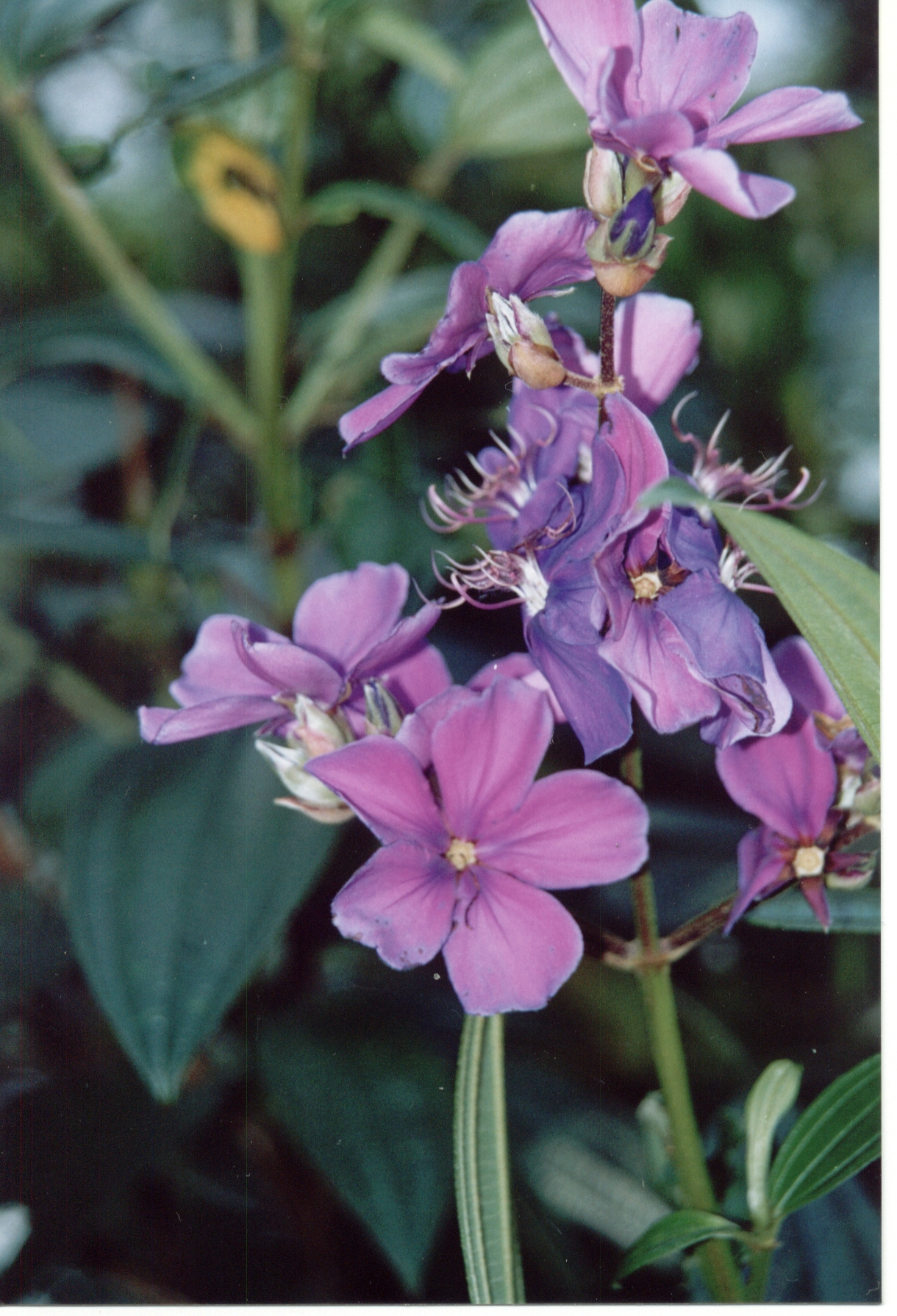
Flores de quaresmeira roxa no Leblon, Rio de Janeiro
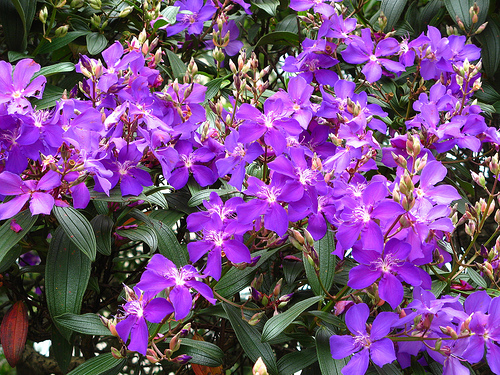
Floração da quaresmeira roxa no seu ápice
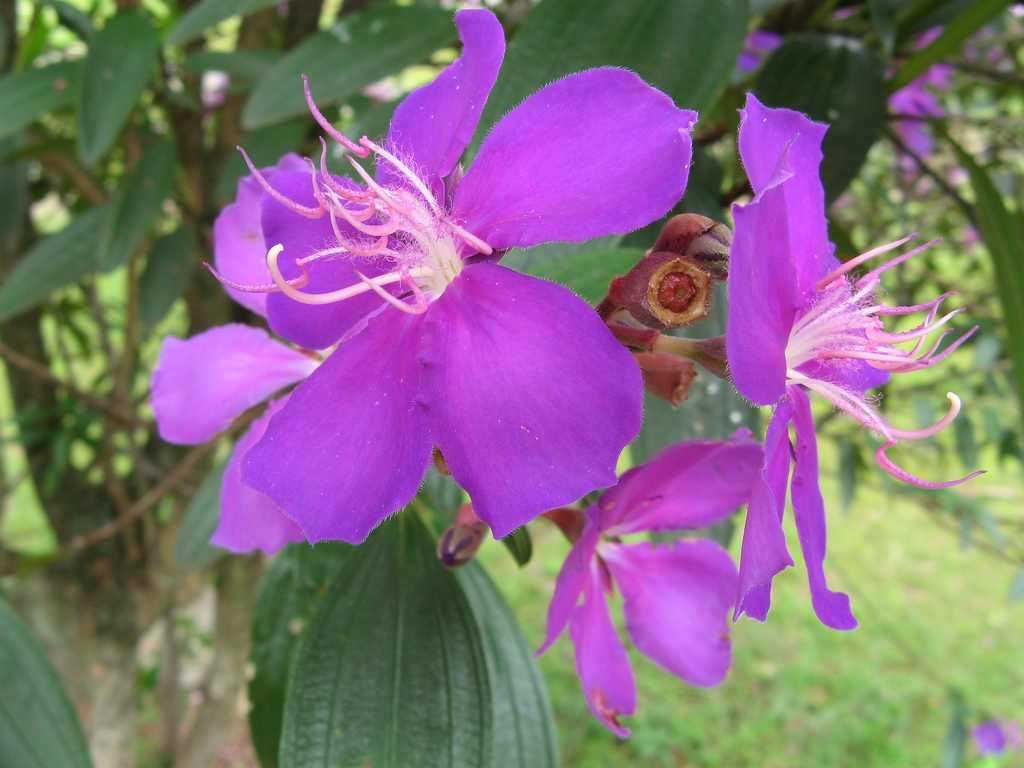
Detalhe de flores e pequenos frutos em uma quaresmeira roxa